# Bernhard Brink

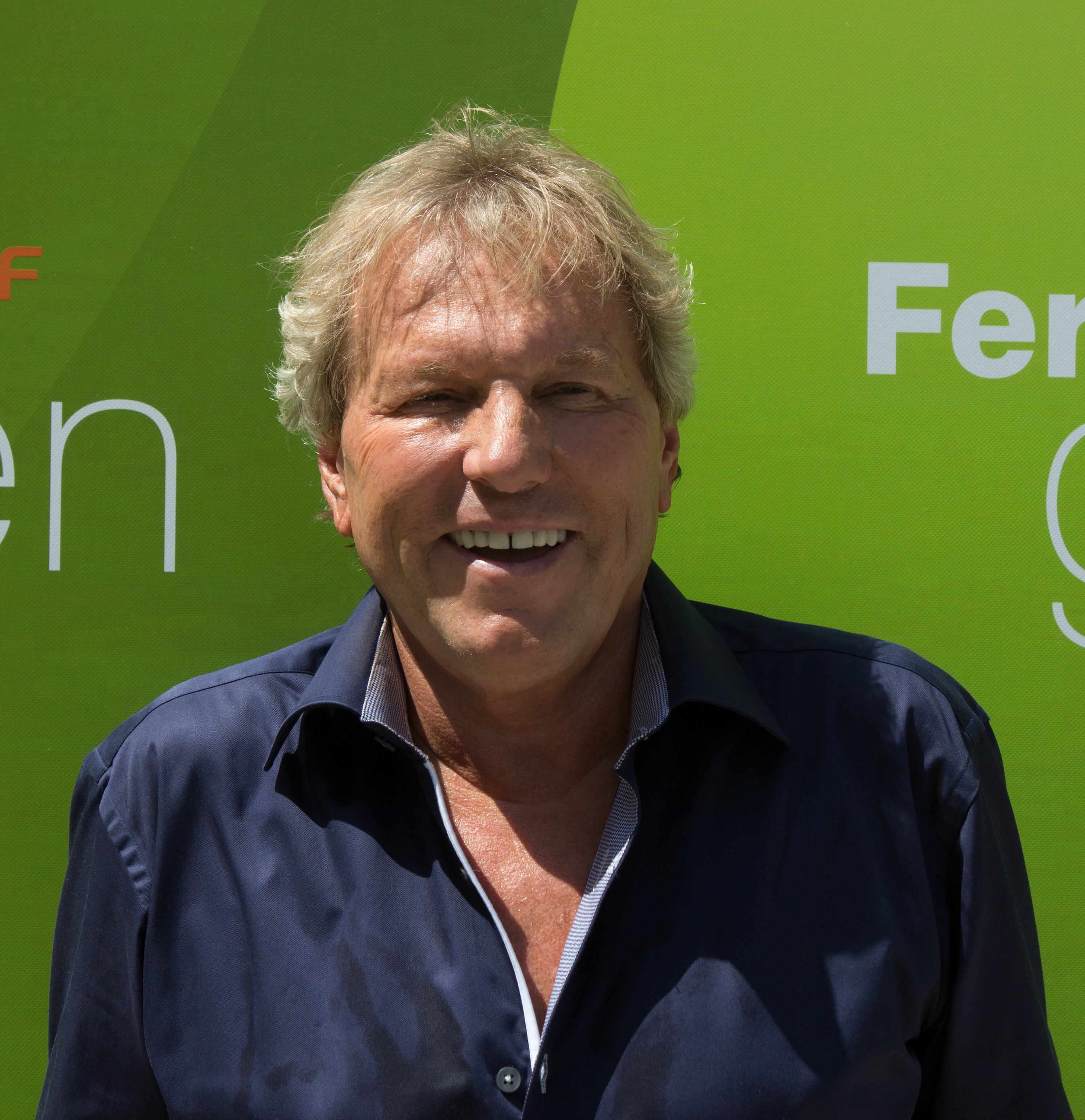
Bernhard Brink, 2018

Bernhard Brink (geboren am 17. Mai 1952 in Nordhorn) ist ein deutscher Schlagersänger sowie Fernseh- und Radiomoderator.

## Biografie
Nach dem Abitur am Gymnasium Nordhorn im Jahr 1972 zog Bernhard Brink, der Sohn eines Architekten, nach West-Berlin und schrieb sich dort für ein Jurastudium ein. Er stellte sein Studium zugunsten der Musik zurück. Da er keine Prüfung ablegte, wurde er nach 16 Semestern exmatrikuliert. Stattdessen unterschrieb Brink 1971 bei Hansa Records seinen ersten Plattenvertrag. Seinen ersten Fernsehauftritt hatte er 1972 in der ZDF-Hitparade mit dem Titel Bombenfest.
Von 1974 bis 1981 war er mit insgesamt zwölf Singles in den deutschen Verkaufscharts vertreten. Sein bis heute größter Chart-Erfolg war Liebe auf Zeit, die gesungene Version von Ricky Kings Le rêve, und erreichte Platz 13. Er erreichte mit seinen Titeln Beliebtheit und fand eine Fangemeinde. Die meisten seiner Titel waren Adaptionen englischsprachiger Pop-Titel. Ähnlich wie bei Peter Orloff setzte seine Plattenfirma häufig auf Hits aus der Feder von Nicky Chinn und Mike Chapman, so etwa Frei und abgebrannt und Ich wär’ so gern wie du (beide 1979).
In den 1980er-Jahren, als das Interesse an deutschem Schlager nachließ, wechselte Brink mehrfach zu immer kleineren Plattenfirmen. Mitte der 1980er-Jahre ging seine Popularität zurück, jedoch blieb er, kaum beachtet, mit seinen Produktionen durchgängig am Markt. Insgesamt sechsmal (1979, 1984, 1987, 1988, 1992 und 2002) scheiterte er bei der Vorentscheidung zum Eurovision Song Contest – kein anderer Interpret beteiligte sich an diesem Wettbewerb so oft wie er. Zu seinen Song-Autoren gehörte etwa 1982 auch Dieter Bohlen. Bei zwei Versuchen hatte Brink Duettpartnerinnen: Gilda (1988) und Ireen Sheer (2002). Von 1989 bis 1991 komponierte und produzierte der deutsche Popsänger Matthias Reim für ihn.
Im Laufe der 1990er-Jahre wurde Brink Radio- und Fernseh-Moderator im Bereich des Schlagers. Er moderierte für den Berliner Radiosender Hundert,6 und Fernsehsendungen wie Das Deutsche Schlager-Magazin oder Schlager des Jahres. Er gewann wieder an Bekanntheit und konnte dies für eigene Platten nutzen. Anfang der 1990er-Jahre war er als Sänger noch einmal erfolgreich. 1991 erreichte er beim Ersten Deutschen Songfestival hinter Nicole mit dem Lied Geh (eh ich den Kopf total verlier’) den zweiten Platz. Am 2. September 2007 übernahm Brink die Sendung Sonntagsvergnügen beim Hörfunksender Antenne Brandenburg und löste damit den langjährigen Moderator Ekki Göpelt ab. Im Jahr 2009 hatte Brink einen Cameo-Auftritt in dem Film Horst Schlämmer – Isch kandidiere!, wo er sich als C-Prominenter selbst auf die Schippe nimmt. 2014 nahm Brink zusammen mit Sarah Latton an der siebten Staffel der RTL-Show Let’s Dance teil. Brink ist offiziell ernannter Botschafter für die Deutsche José Carreras Leukämie-Stiftung. Am 20. Februar 2016 kündigte Brink beim Glückwunschfest mit Florian Silbereisen seinen Ausstieg bei Die Schlager des Sommers und Die Schlager des Jahres an. Er fragte Florian Silbereisen, ob er die Nachfolge antreten würde. Im April 2016 nahm Brink an der Großen ProSieben Völkerball Meisterschaft teil. Von April 2018 bis Januar 2023 präsentierte Brink monatlich die Schlager des Monats im MDR. Die gewalttätigen Ereignisse in Chemnitz 2018 kommentierte Brink mit den Worten: „Fremdenhass und Gewalt dürfen in unserer Gesellschaft einfach keinen Platz haben.“ Er würde sich freuen, „wenn auch mal wir Schlagersänger von den Organisatoren von Konzerten wie #wirsindmehr gefragt würden“.
Brink wirkte als Zeitzeuge in dem Dokudrama Rex Gildo – Der letzte Tanz (2022) von Rosa von Praunheim mit.
Bernhard Brink lernte im Jahr 1981 die Verwaltungswirtin Ute kennen. Das Paar heiratete 1987. Beide leben in Berlin.
Bei Dreharbeiten Ende Juni 2022 zur Schlagernacht des Jahres hielt Brink eine Wutrede in Berlin. Sein Ärger richtete sich gegen die deutsche Pandemie-Politik in Person des Bundesgesundheitsministers Karl Lauterbach und Wladimir Putin wegen des russischen Angriffskriegs gegen die Ukraine. Später nahm er seine Äußerung über Karl Lauterbach zurück.

## Diskografie
Studioalben

| Jahr | Titel Musiklabel | Höchstplatzierung, Gesamtwochen, AuszeichnungChartplatzierungen (Jahr, Titel, Musiklabel, Platzierungen, Wochen, Auszeichnungen, Anmerkungen) | Höchstplatzierung, Gesamtwochen, AuszeichnungChartplatzierungen (Jahr, Titel, Musiklabel, Platzierungen, Wochen, Auszeichnungen, Anmerkungen) | Höchstplatzierung, Gesamtwochen, AuszeichnungChartplatzierungen (Jahr, Titel, Musiklabel, Platzierungen, Wochen, Auszeichnungen, Anmerkungen) | Anmerkungen                            |
| Jahr | Titel Musiklabel | DE | AT | CH | Anmerkungen                            |
| ---- | --- | --- | --- | --- | -------------------------------------- |
| 1976 | Ich bin noch zu haben Hansa Records (Ariola)                                                                                       | — | — | — | Erstveröffentlichung: März 1976        |
| 1977 | Erinnerungen Hansa Records (Ariola)                                                                                                | — | — | — | Erstveröffentlichung: März 1977        |
| 1980 | Ich wär’ so gern wie du Hansa Records (Ariola)                                                                                     | — | — | — | Erstveröffentlichung: April 1980       |
| 1980 | Ein Schritt nach vorne auch bekannt als: Frei sein Aladin Records (CBS)                                                            | — | — | — | Erstveröffentlichung: 1980             |
| 1982 | Einfach so auch bekannt als: Du entschuldige – Ich kenn’ dich Aladin Records (CBS)                                                 | — | — | — | Erstveröffentlichung: Januar 1982      |
| 1988 | Ich denk’ an dich auch bekannt als: Die schönsten Seiten der Erinnerung, Komm ins Paradies oder Liebe ist alles Musicolor (Cosmus) | — | — | — | Erstveröffentlichung: September 1988   |
| 1990 | Ich fühle wie du Electrola (EMI)                                                                                                   | — | — | — | Erstveröffentlichung: 29. Juli 1990    |
| 1991 | … hast du Lust Dino Music (Dino)                                                                                                   | — | — | — | Erstveröffentlichung: Oktober 1991     |
| 1995 | Ich bin immer da Koch Records (UMG)                                                                                                | — | — | — | Erstveröffentlichung: 25. April 1995   |
| 1995 | Lass’ uns reden Electrola (EMI) | — | — | — | Erstveröffentlichung: 31. August 1995  |
| 1997 | Mitten im Leben Electrola (EMI) | — | — | — | Erstveröffentlichung: 30. Mai 1997     |
| 1999 | Alles auf Sieg Koch Records (UMG)                                                                                                  | — | — | — | Erstveröffentlichung: 15. Januar 1999  |
| 2000 | Direkt Koch Records (UMG) | — | — | — | Erstveröffentlichung: 6. Mai 2000      |
| 2001 | Direkt mehr Koch Records (UMG) | DE44 (4 Wo.)DE | AT65 (2 Wo.)AT | — | Erstveröffentlichung: 15. Juni 2001    |
| 2002 | Jetzt erst recht! Koch Records (UMG)                                                                                               | DE65 (2 Wo.)DE | — | — | Erstveröffentlichung: 26. Juni 2002    |
| 2004 | Unkaputtbar Koch Records (UMG) | DE37 (2 Wo.)DE | AT18 (2 Wo.)AT | — | Erstveröffentlichung: 22. März 2004    |
| 2005 | Verdammt direkt Koch Records (UMG)                                                                                                 | DE32 (5 Wo.)DE | AT45 (2 Wo.)AT | — | Erstveröffentlichung: 14. Februar 2005 |
| 2006 | 33 Koch Records (UMG) | DE41 (4 Wo.)DE | AT65 (2 Wo.)AT | — | Erstveröffentlichung: 20. Januar 2006  |
| 2007 | Stier Koch Records (UMG) | DE88 (2 Wo.)DE | AT59 (1 Wo.)AT | — | Erstveröffentlichung: 29. Juni 2007    |
| 2009 | Schlagertitan Koch Records (UMG)                                                                                                   | DE46 (2 Wo.)DE | — | — | Erstveröffentlichung: 6. Februar 2009  |
| 2010 | So oder so Koch Records (UMG) | DE20 (3 Wo.)DE | — | — | Erstveröffentlichung: 27. August 2010  |
| 2012 | Wie weit willst du gehn Koch Records (UMG)                                                                                         | DE30 (2 Wo.)DE | AT69 (1 Wo.)AT | — | Erstveröffentlichung: 16. März 2012    |
| 2014 | Aus dem Leben gegriffen Electrola (UMG)                                                                                            | DE22 (3 Wo.)DE | AT50 (1 Wo.)AT | — | Erstveröffentlichung: 14. Februar 2014 |
| 2017 | Mit dem Herz durch die Wand Electrola (UMG)                                                                                        | DE14 (3 Wo.)DE | — | — | Erstveröffentlichung: 30. Juni 2017    |
| 2019 | Diamanten Electrola (UMG) | DE12 (3 Wo.)DE | AT36 (1 Wo.)AT | CH37 (1 Wo.)CH | Erstveröffentlichung: 9. August 2019   |
| 2021 | Lieben und leben Telamo (WMG) | DE8 (6 Wo.)DE | AT7 (5 Wo.)AT | CH39 (1 Wo.)CH | Erstveröffentlichung: 28. Mai 2021     |
| 2024 | Stärker als die Ewigkeit Telamo (WMG)                                                                                              | DE11 (2 Wo.)DE | AT26 (1 Wo.)AT | — | Erstveröffentlichung: 21. Juni 2024    |

grau schraffiert: keine Chartdaten aus diesem Jahr verfügbar

## Auszeichnungen
- Die Eins der Besten
  - 2017: für „Radio-Hit des Jahres“ (Von hier bis zur Unendlichkeit)

- Goldene Stimmgabel
  - 1993

- 2002 Goldene Nürnberger Trichter der Nürnberger Trichter Karnevalsgesellschaft e. V. 1909
- smago! Award
  - 2014: für „Titanen-Award“[13]
  - 2016: für „Erfolgreichste MDR-Sendung des Jahres + 100. Single“ (Von hier bis zur Unendlichkeit)[14]
  - 2017: für „Radio-Hit des Jahres“ (Von hier bis zur Unendlichkeit)[15]
  - 2017: „Giganten Danke Award“ (für 21 Jahre Top-Moderation der Sendung Die Schlager des Jahres)[15]
  - 2018: für „Erfolgreichster Radio-Künstler der letzten Jahre“[16]
  - 2021: „Bestes monatliches TV-Format“ (Die Schlager des Monats)[17]

- 2025: Schlager Radio-Preis für sein Lebenswerk[18]

## Filmografie
- 2008: In aller Freundschaft (Fernsehserie, Folge 414 Die richtige Intuition)
- 2013: Pastewka (Fernsehserie, Weihnachtsspecial)
- 2018: Verpiss dich, Schneewittchen (Kinofilm)

## Bibliografie
Dokumentationen
- Musikgeschichten mit Bernhard Brink, Mitteldeutscher Rundfunk, 7. Dezember 2022

Literatur
- Bernhard Brink, Eva-Maria Popp, Bianca Mattern: Von hier bis zur Unendlichkeit. lachen - leben - lieben: "Mensch, Demenz!": barrierefreies Miteinander - Musik macht's möglich. Basic Erfolgsmanagement, Pfarrkirchen 2016, ISBN 978-3-944987-03-3 (160 S.).
- Bernhard Brink, Tomas de Niero: Alles außer Tanzen. Die Autobiografie. Bild und Heimat, Berlin 2022, ISBN 978-3-95958-317-6 (240 S.).